# 紀伊有田駅
紀伊有田駅（きいありたえき）は、和歌山県東牟婁郡串本町有田（ありだ）にある、西日本旅客鉄道（JR西日本）紀勢本線（きのくに線）の駅である。
「有田」を名乗るが、同県の有田市とは無関係である（同市の中心駅は箕島駅）。

## 年表
- 1940年（昭和15年）8月8日：日本国有鉄道（国鉄）紀勢西線江住駅 - 串本駅間の開通にともない開業[1][2]。
- 1971年（昭和46年）7月1日：貨物取り扱い廃止[2]。
- 1978年（昭和53年）4月1日：荷物扱い廃止[2]。
- 1985年（昭和60年）3月14日：無人駅化[3][4]。
- 1987年（昭和62年）4月1日：国鉄分割民営化に伴い、西日本旅客鉄道（JR西日本）の駅となる[1][2]。
- 2016年（平成28年）：紀勢本線各駅を舞台に展開されるアートイベント「紀の国トレイナート」により、和歌山市の画家・松尾ゆめによる抽象画が描かれる[5]。
- 2021年（令和3年）3月13日：ICカード「ICOCA」の利用が可能となる[6]。

## 駅構造
島式ホーム1面2線で交換可能の地上駅。新宮駅管理の無人駅であるが、古くからの駅舎が残っている。駅舎は線路南側にあり、ホームへは串本寄りの構内踏切で連絡している。なお、構内踏切には遮断機がついている。2021年3月13日よりICOCAが利用可能になっている。

### のりば
| のりば | 路線       | 行先                 |
| ------ | ---------- | -------------------- |
| 1      | きのくに線 | 紀伊田辺・和歌山方面 |
| 2      | きのくに線 | 串本・新宮方面       |

- 上表の路線名は旅客案内上の名称（愛称）で表記している。

## 利用状況
近年の1日平均乗車人員は以下の通り。
| 年度               | 1日平均 乗車人員 |
| ------------------ | ---------------- |
| 1998年（平成10年） | 56               |
| 1999年（平成11年） | 55               |
| 2000年（平成12年） | 34               |
| 2001年（平成13年） | 25               |
| 2002年（平成14年） | 18               |
| 2003年（平成15年） | 22               |
| 2004年（平成16年） | 21               |
| 2005年（平成17年） | 18               |
| 2006年（平成18年） | 15               |
| 2007年（平成19年） | 15               |
| 2008年（平成20年） | 14               |
| 2009年（平成21年） | 14               |
| 2010年（平成22年） | 14               |
| 2011年（平成23年） | 10               |
| 2012年（平成24年） | 12               |
| 2013年（平成25年） | 12               |
| 2014年（平成26年） | 12               |
| 2015年（平成27年） | 12               |
| 2016年（平成28年） | 9                |
| 2017年（平成29年） | 5                |
| 2018年（平成30年） | 5                |
| 2019年（令和元年） | 6                |
| 2020年（令和02年） | 4                |
| 2021年（令和03年） | 5                |
| 2022年（令和04年） | 2                |
| 2023年（令和05年） | 6                |

## 駅周辺
- 国道42号
- 串本町立串本西小学校
- 有田郵便局
- 串本海中公園
- 有田川

## 隣の駅
西日本旅客鉄道（JR西日本）
 きのくに線（紀勢本線）
串本駅 - 紀伊有田駅 - 田並駅